# Bourne, Lincolnshire
Bourne este un oraș în comitatul Lincolnshire, regiunea East Midlands, Anglia. Orașul se află în districtul South Kesteven. 
1. ↑  , Wikipedia în esperanto https://www.citypopulation.de/en/uk/eastmidlands/lincolnshire/E63002295__bourne Lipsește sau este vid: |title= (ajutor)